# Wilhelm Bungert
Wilhelm Paul Bungert (Mannheim, Tercer Reich, 1 d'abril de 1939) és un extennista i entrenador alemany.
Va disputar una final de Grand Slam individual a Wimbledon (1967), i una de dobles a Roland Garros (1962). Fou el segon tennis alemany de la història en disputar una final de Grand Slam després de Gottfried von Cramm trenta anys abans. També va formar part de l'equip d'Alemanya Occidental de Copa Davis tan com a jugador i com a capità, disputant en ambdós casos la final sense aconseguir la victòria.
Actualment és propietari d'un club de tennis i golf a Düsseldorf. Les marques de roba esportiva Adidas o Puma van utilitzar el seu nom per un model de vambes de tennis.

## Torneigs de Grand Slam

### Individual: 1 (0−1)
| Resultat  | Núm. | Any  | Torneig   | Oponent       | Marcador      |
| --------- | ---- | ---- | --------- | ------------- | ------------- |
| Finalista | 1.   | 1967 | Wimbledon | John Newcombe | 2−6, 1−6, 1−6 |

### Dobles: 1 (0−1)
| Resultat  | Núm. | Any  | Torneig       | Parella          | Oponents                 | Marcador      |
| --------- | ---- | ---- | ------------- | ---------------- | ------------------------ | ------------- |
| Finalista | 1.   | 1962 | Roland Garros | Christian Kuhnke | Roy Emerson Neale Fraser | 3−6, 4−6, 5−7 |

## Palmarès

### Equips: 1 (0−1)
| Resultat  | Núm. | Data                  | Torneig                             | Superfície | Equip            | Oponents                                     | Marcador |
| --------- | ---- | --------------------- | ----------------------------------- | ---------- | ---------------- | -------------------------------------------- | -------- |
| Finalista | 1.   | 29−31 d'agost de 1970 | Copa Davis, Cleveland, Estats Units | Dura       | Christian Kuhnke | Arthur Ashe Bob Lutz Cliff Richey Stan Smith | 0−5      |